# 早川翔吾
早川翔吾（1988年2月1—），日本演员。

## 主要演出作品

### 特攝劇
- 星獸戰隊銀河人（朝日電視臺，1998年2月 - 1999年2月），青山勇太。

水戶黃門・第25部 第39話（1997年9月22日、TBS）隆太郎役
- 木曜的怪談（日语：木曜の怪談） MMR未確認飛行物体（日语：MMR未確認飛行物体）
- 星獸戰隊銀河人（東映・朝日系）青山勇太役
- 自治会長・糸井緋芽子社宅的事件簿（日语：自治会長・糸井緋芽子社宅の事件簿）（TBS系）